# Station Pluckley
Pluckley is een spoorwegstation van National Rail in Ashford in Engeland. Het station is eigendom van Network Rail en wordt beheerd door Southeastern. 